# Holendry Dobrowskie
Holendry Dobrowskie – wieś w Polsce położona w województwie mazowieckim, w powiecie gostynińskim, w gminie Szczawin Kościelny. Przez miejscowość przepływa Przysowa, niewielka rzeka dorzecza Bzury.
| SIMC    | Nazwa              | Rodzaj    |
| ------- | ------------------ | --------- |
| 0577780 | Feliksów Dobrowski | część wsi |
| 0577797 | Wandzin            | część wsi |

W latach 1975–1998 miejscowość administracyjnie należała do województwa płockiego.